# خانه قدیمی تورا-سان
خانه قدیمی تورا-سان (انگلیسی: Tora-san's Dear Old Home) یک فیلم کمدی ژاپنی محصول ۱۹۷۲ به کارگردانی یوجی یامادا است. این فیلم نهمین فیلم از مجموعه محبوب و طولانی‌مدت اوتوکو وا تسورای یو است. 

## طرح کلی کار
با مرگ شین موریکاوا، بازیگر نقش «اوی‌چان» عموی تورا-سان در نسخه سریال تلویزیونی، تاتسوئو ماتسومورا تا قسمت سیزدهم در سال ۱۹۷۴ برای ایفای نقش اوی‌چان برای نسل دوم انتخاب شد.
فقط در این اثر نقش «میتسوئو» پسر کوچک ساکورا را «یاسوهیرو اوکیتا» بازی کرد زیرا «هایاتو ناکامورا» نمی‌توانست ظاهر شود.
از این اثر، برنامه اکران فیلم اوت (تعطیلات اوبون) و دسامبر (تعطیلات سال نو) مشخص شد (از آن زمان تا سال ۱۹۸۹ (به استثنای سال‌های ۱۹۸۶ و ۱۹۸۸) آثار جدیدی در اوت و دسامبر اکران شد).

## خلاصه داستان
در تورا-یا (شیرینی فروشی سنتی محل کسب و زندگی خانوادگی)، خانواده تورا-سان سعی می‌کردند اتاق توراجیرو را در طبقه دوم اجاره بدهند تا به ساکورا کمک کنند تا خانه ای بسازد، اما وقتی توراجیرو برگشت، گفت: «دیگر جایی برای زندگی تو وجود ندارد.» و حس کرد به او توهین شده‌است…

## بازیگران
کیوشی آتسومی در نقش «توراجیرو کوروما» (تورا-سان) و سایوری یوشیناگا در این فیلم به عنوان «علاقه عشقی توراسان» («مدونا») با نام «اوتاکو» ظاهر می‌شود.

## ارزیابی انتقادی
استوارت گالبریت چهارم می‌نویسد که فیلم «خانه قدیمی تورا-سان» دارای یک «سرآغاز خوب در این مجموعه» است، که نشان می‌دهد یوجی یامادا و کیوشی آتسومی هنوز در حال تجربه شخصیت و داستان‌های تورا-سان هستند. گالبریت در این فیلم به نقش یامادا از «دوستی‌های زودگذر» اشاره می‌کند و خاطرنشان می‌کند: «دوربین یامادا در جزئیات اندک به ویژه غم و اندوه حرکت قطارها و درد خداحافظی باقی می‌ماند». او اشاره می‌کند که این فیلم نیز بسیار خنده دار است و چیشو ریو صحنه ای خاص طنزآمیز را در نقش کشیش بودایی اجرا می‌کند. سایت آلمانی زبان molodezhnaja, به این فیلم چهار ستاره از پنج ستاره را می‌دهد.